# Arrondissement Foix
Arrondissement Foix je správní územní jednotka ležící v regionu Midi-Pyrénées ve Francii. Člení se dále na 9 kantonů a 135 obcí.

## Kantony
- Ax-les-Thermes
- La Bastide-de-Sérou
- Les Cabannes
- Foix-Rural
- Foix-Ville
- Lavelanet
- Quérigut
- Tarascon-sur-Ariège
- Vicdessos